# Pretty Fly (for a White Guy)
Pretty Fly (for a White Guy) — сингл, випущений гуртом «The Offspring», з їх п'ятого студійного альбому 1998 року «Americana». Пісня домоглася значної популярності, діставшись до 53 позиції в рідному «Billboard Hot 100», і зайнявши 1-е місце в Британських і Австралійських чартах. Це найбільш комерційно успішна пісня групи.
Пісня є сьомим треком на Greatest Hits (2005).

## Текст пісні
Починається з семпла псевдо-германської безглуздої фрази «Gunther glieben glauchen globen» з пісні «Rock of Ages» групи «Def Leppard», замінюючи традиційний «1, 2, 3, 4» для старту запису. Пісня висміює наслідувачів афро-американської культури - «віггерів», які занурюються в хіп-хоп-культуру не тому, що вони дійсно це люблять, а тому що це модно. Пісня відкрито знущається над середнім класом приміських молодих людей, які слухають реп-музику з цієї причини. Жіночий вокал виконує Ніка Футтерман.

## Список композицій

### Оригінальне видання
| #  | Назва                                     | Тривалість |
| -- | ----------------------------------------- | ---------- |
| 1. | «Pretty Fly (for a White Guy)»            | 3:08       |
| 2. | «Pretty Fly (for a White Guy) (Geek Mix)» | 3:07       |
| 3. | «All I Want (Live)»                       | 2:02       |

### Австралія CD Maxi
| #  | Назва                                     | Тривалість |
| -- | ----------------------------------------- | ---------- |
| 1. | «Pretty Fly (for a White Guy)»            | 3:08       |
| 2. | «Pretty Fly (for a White Guy) (Geek Mix)» | 3:07       |
| 3. | «No Brakes»                               | 2:06       |

### Європа CD Maxi
| #  | Назва                                                      | Тривалість |
| -- | ---------------------------------------------------------- | ---------- |
| 1. | «Pretty Fly (for a White Guy)»                             | 3:08       |
| 2. | «Pretty Fly (for a White Guy) (Geek Mix)»                  | 3:07       |
| 3. | «Pretty Fly (for a White Guy) (Baka Boys Low Rider Remix)» | 3:03       |
| 4. | «All I Want (Live)»                                        | 2:02       |

## Досягнення
4x Platinum (ARIA)
Gold (IFPI AUT)
Gold (GER)
Gold (NVPI) 
2x Platinum(IFPI NOR)
3x Platinum (IFPI SWE)
Platinum (BPI)